# 중국어식 영어

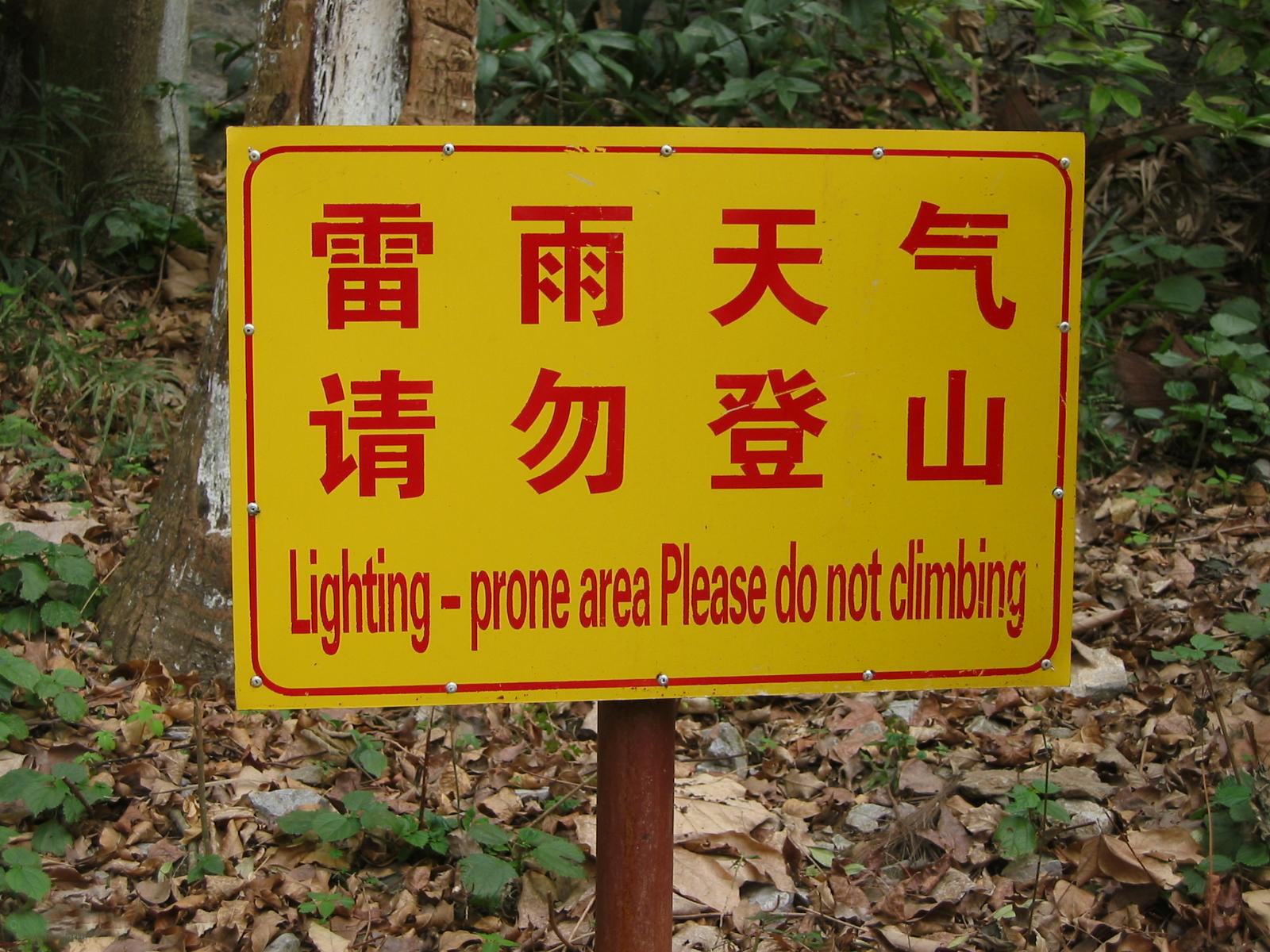
중화인민공화국 구이린시의 뇌우 주의 및 입산금지 표지판. 영어로 '섬광 경향구역 오르지 마세요' (Lighting-prone area Please do not climbing)라고 잘못 적었다.

중국어식 영어(중국어: 中式英文), 별칭으로 칭글리시(영어: Chinglish)는 중국어의 영향을 받은 영어를 가리킨다. 기본적으로 중국어의 언어습관이 반영된 영어를 가리키며, 중국에서 찾아볼 수 있는 단순 오역된 영어도 포함한다. 중국어식이라고는 하지만 홍콩, 마카오, 광둥성, 광시좡족자치구 등 광둥어를 쓰는 지역에서는 광둥어의 영향을 받게 된다.
칭글리시라는 말은 문법이 틀리거나 넌센스를 주는 중국어식 영어 표현을 두고 흔히 쓰이는 경멸적, 비하적 표현으로 자리잡았다. '차이나 잉글리시', '차이니즈 잉글리시', '잉그리시' (Engrish), '시니사이즈 잉글리시' (Sinicized English)라는 표현도 쓰인다. 한편 중국어식 영어에서 언어변이가 어느 정도까지 존재하는가, 또 합당한 수준으로 볼 수 있는가에 대해서는 여전히 논란의 대상이 되고 있다.

## 용어

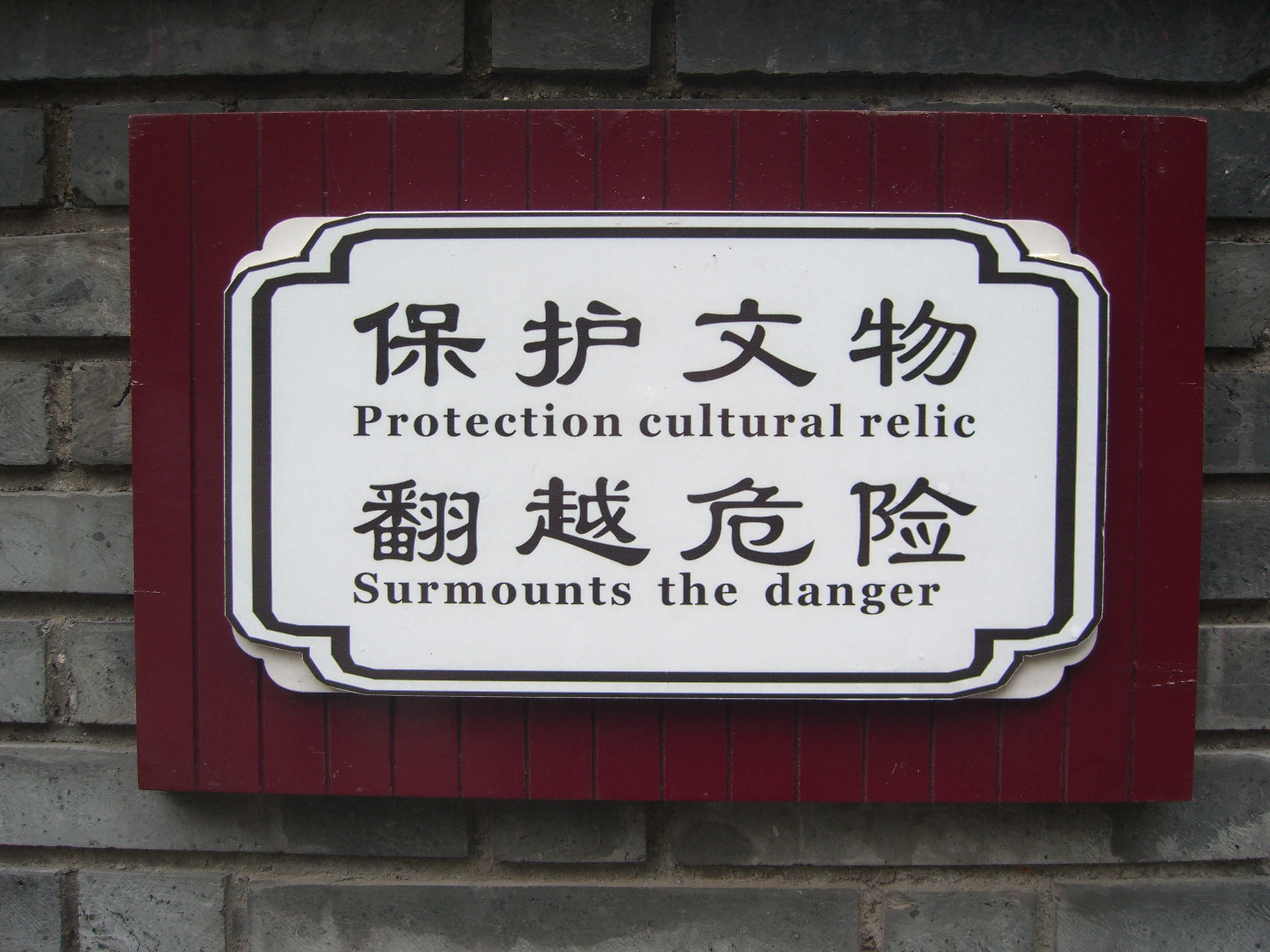
중국 쑤저우 운암사탑 벽에 게시된 경고 문구. '문화재를 보호하자, 넘어가면 위험하다' (保护文物 / 翻越危险)를 영어로 '보호 문화적유산, 그 위험 극복한다' (Protection cultural relic / Surmounts the danger)로 잘못 번역했다. 중국어-영어 번역의 어려움을 엿볼 수 있는 사례 중 하나.

영어권에서 중국어식 영어를 두고 '칭글리시' (Chinglish)라는 표현이 자리잡아 있다. 칭글리시란 '차이니즈' (Chinese)와 '잉글리시' (English)의 합성어다. 중국어에서는 단순히 '중식영어' (中式英語, Zhōngshì Yīngyǔ)라고 표현한다. 이 -글리시라는 합성어는 다른 언어에서 영향을 받은 영어 표현을 가리킬 때에도 적용되는데, 브리탈리안 (이탈리아어), 쳉글리시 (체코어), 뎅글리시 (독일어), 덩글리시 (네덜란드어), 프랑글레 (프랑스어), 스팽글리시 (스페인어), 스웽글리시 (스웨덴어), 콩글리시 (한국어), 재플리시 (일본어), 싱글리시 (싱가포르), 퐁글리시 (폴란드어) 등이 여기에 해당된다.
'잉글리시' (English)의 합성어라는 유래에 걸맞게, 옥스퍼드 영어사전에서는 칭글리시라는 단어를 명사인 동시에 형용사로 구분하고 있다. 명사 뜻풀이의 경우 '중국어와 영어의 혼합; 특히 중국어나 중국어-영어 이중언어 화자가 사용하는 영어의 한 갈래. 중국어 어휘나 구조, 중국어 환경에 특화된 영어 단어가 섞인 것이 일반적.'이라 정의하며, 형용사는 '칭글리시의, 칭글리시와 관련된.'이라 정의한다.
사전에서는 '칭글리시' (Chinglish)의 첫 기록이 1957년, '차이니즈 잉글리시' (Chinese English)의 첫 기록이 1857년이라고 밝히고 있으나, 실제로는 1936년 문헌으로 거슬러 올라가며 영어의 한 분화를 가리키는 단어 중에서는 가장 오래된 것으로 여겨지고 있다. 이 밖에 중국어식 영어를 가리키는 구어체 표현으로는 '쳉글리시' (Chenglish, 1979년), '친리시' (Chinlish, 1996년), '차이닝글리시' (Chinenglish, 1997년), '창글리시' (Changlish, 2000년), '차이닐리시' (Chinelish) 등이 알려져 있다.

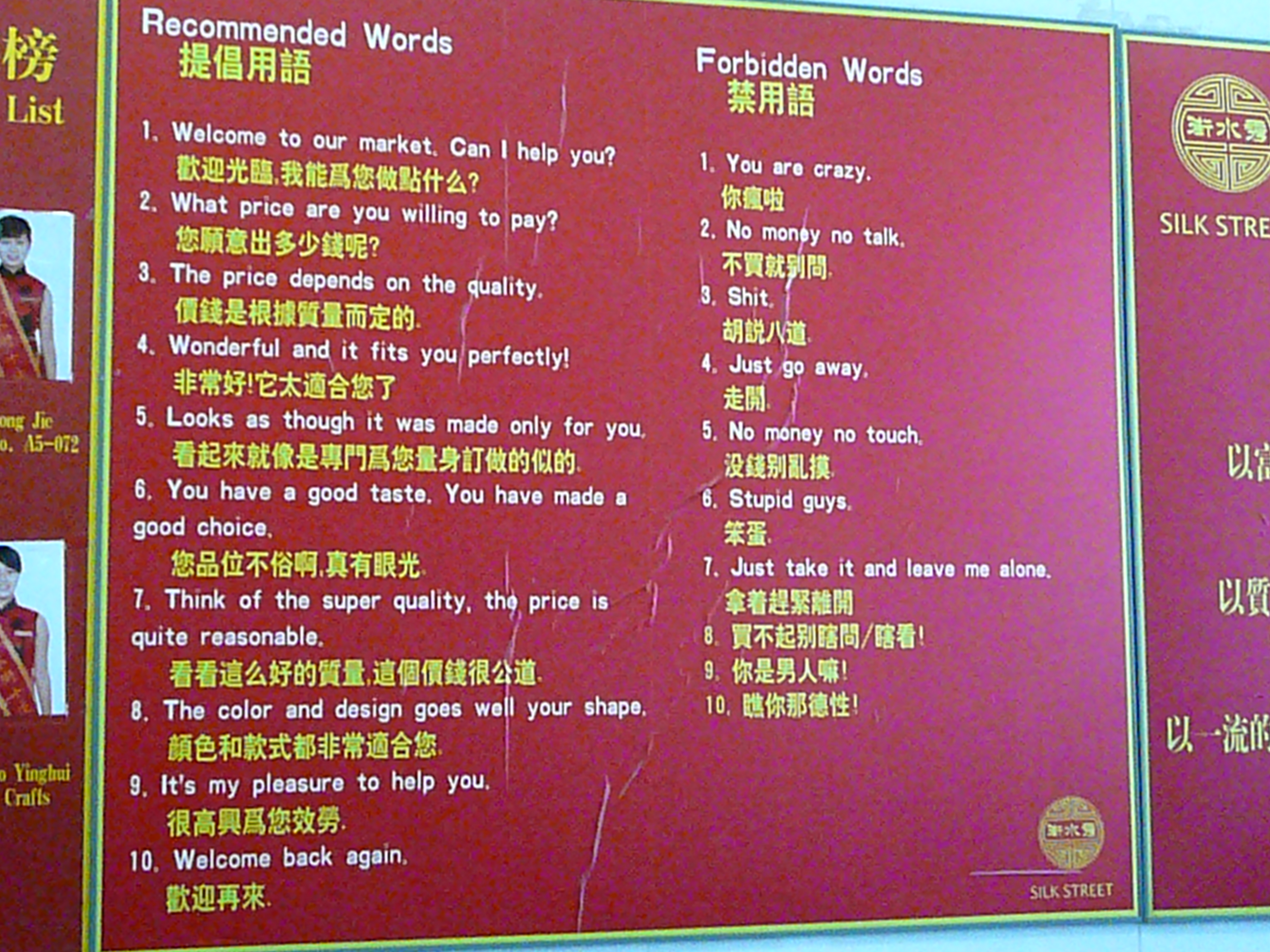
베이징 슈수이제 시장의 안내문구. 영어를 쓰는 손님들을 위해 흔히 쓰인다는 영어 표현을 중국어로 번역해 놓았다.

칭글리시, 또는 중국어식 영어는 물론 표준중국어를 대상으로 쓰는 말이지만 이따금씩 광둥어, 상해어, 타이완어가 반영된 영어를 가리키기도 한다. 또 중국어와 영어의 관계 속에서 나타나는 다른 단어와도 구분할 필요가 있는데, 이를테면 중국 피진 영어는 17세기부터 전해져 내려오는 공통어, 링구아 프랑카다. 또한 '종글리시' (Zonglish)는 반대로 영어로부터 영향을 받은 중국어를 뜻하는 말로 중국어 '종웬' (中文, Zhōngwén)과 '잉글리시' (English)의 합성어다.
분명 어딘가 어색하게 느껴지는데 문법상으로는 올바른 영어라면, 그것 역시 칭글리시라 부르기는 힘들다. 미국의 중국학자 빅터 메어는 이런 부류를 두고 신화통신에서 이름을 따와 '신화통신 영어' (Xinhua English)라고 표현한다. 중국 통신사의 영어뉴스 기사 제목에서 볼 법한 표현이란 뜻인데, 예컨대 "China lodges solemn representation over Japan's permission for Rebiya Kadeer's visit" (→중국, 일본의 레비야 카데르의 입국 허가에 대해 엄숙한 항의 제기)를 보면 영어권 입장에서 문장이 틀리지는 않았어도 'lodges solemn representation'과 같은 표현을 어색하게 여긴다는 것이다. 이는 중국어 표현을 영어로 직역해오면서 빚어지는 현상으로, 원문의 '提出嚴正交涉' ('강력한 반대 입장을 제기하다' 정도의 외교적 수사)에서 '提出'를 'lodge' (제기하다)로, '嚴正'를 'solemn' (엄숙한)로, '交涉'를 'representation' (항의)로 각각 어색한 유의어로 옮긴 것이다. 또다른 예시로 메이어 교수는 "Pure Chinese" (순 중국어)라는 표현을 들었는데, 공자학원을 홍보하는 인터넷 광고에서 "孔子學院/ CONFUCIUS INSTITUTE/ Teach you pure Chinese."라 적은 것을 두고 'pure Chinese' (순수 중국어)라는 것은 'impure chinese' (순수하지 않은 중국어)도 있단 말인가 하는 궁금증을 안긴다고 지적한다.
칭글리시를 다시 '실용적'과 '장식적' 용도로 구분한 시각도 있다. 실용적 칭글리시라는 것은 실제로 영어 사용자에게 정보를 전달하려는 목적이고, 장식적 칭글리시라는 것은 어딘가 쿨해 보이는 용도로서 영어를 일종의 링구아 프랑카로 쓴다는 것이다. 바지나 화장지, 감자칩이든 뭐든 간에 알파벳 조합만 있다면, 그 뜻이 무엇인지는 중요치 않고 국제무대를 겨냥한 제품이라는 것을 알리며 한층 더 있어보이게 만든다는 것이다.

## 같이 보기
- 콩글리시
- 재플리시